# Emil Enzmann
Emil Enzmann (* 26. November 1921 in Schüpfheim; † 12. August 2016 in Waldkirch) war ein Schweizer Arzt und Autokonstrukteur.

## Werdegang
Der Landarzt Emil Enzmann baute zu Beginn der 1950er Jahre in Eigenregie auf einem VW-Käfer-Fahrgestell einen Sportwagen mit Kunststoffkarosserie. Diese war aus Polyester gefertigt und durch ihre türlose Konstruktion besonders steif. Nach einer längeren Erprobungsphase wurde der Wagen im Jahr 1956 in Lausanne auf dem Comptoir Suisse und ein Jahr später als Enzmann 506 auf der Internationalen Automobil-Ausstellung in Frankfurt gezeigt. Der Enzmann 506 wurde bis 1968 in Kleinserie gefertigt.